# 東広島市立松賀中学校
東広島市立松賀中学校（ひがしひろしましりつ まつがちゅうがっこう）は、広島県東広島市西条町御薗宇にある公立中学校。略称は「松中」、「松賀」。

## 概要
東広島市の郊外にある。学校は国道486号に近い高台にあり、市街の様子が展望でる。校区には大型のショッピングセンターなどが進出している。

## 沿革
- 1985年4月 - 西条中学校から分離して市内7番目の中学校として設立。
- 1985年12月 - 北海道にある北広島市立大曲中学校（当時は広島町立大曲中学校）と交流締結調印。
- 2024年11月　創立40周年を迎えた。

## 学校行事
- 4月 - 入学式
- 5月 - 体育祭
- 9月　職場体験（2年）
- 10月 - 文化祭
- 11月 - 駅伝持久走大会
- 1月 - 修学旅行
- 3月 - 卒業式

## 部活動
- 柔道部
- 女子バスケットボール部
- 女子バレーボール部
- 卓球部
- 野球部
- 女子ソフトボール部
- 男子ソフトテニス部
- 女子ソフトテニス部
- 陸上部短距離
- 陸上部長距離
- 吹奏楽部
- 家庭科部
- 栽培部
- 美術部

（2024年度）

## 通学区域
- 東広島市立東西条小学校の学区
- 東広島市立御薗宇小学校の学区
- 東広島市立西条小学校の学区(西条町助実及び西条町御薗宇の区域）

## 進学前小学校
- 東広島市立東西条小学校
- 東広島市立御薗宇小学校
- 東広島市立西条小学校